# Morze (film 1933)
Morze – polski film dokumentalny z 1933 roku w reżyserii Wandy Jakubowskiej (współreżyserowany przez Jerzego Zarzyckiego i Stanisława Wohla). Film uznaje się za zaginiony. Przez pewien czas jego wyreżyserowanie przypisywano Eugeniuszowi Cękalskiemu.

## Fabuła
Film miał przedstawiać podobieństwo między falami Morza Bałtyckiego, gwałtownie uderzającymi o brzeg a dzikimi zwierzętami.

## Nominacja do Oscara
Film był nominowany do Nagrody Akademii Filmowej w kategorii Najlepsza Krótkometrażowa Nowela (ang. Best Short Subject (Novelty)). W trakcie 6. ceremonii wręczenia Oskarów nowela (prezentowana pod tytułem The Sea) nie otrzymała jednak nagrody - zdobył ją amerykański film Krakatoa.
Morze było pierwszą polską produkcją, nominowaną do Oskara i pierwszą nominowaną produkcją, wyreżyserowaną przez kobietę.